# Dominique Botha
 (juin 2020).
Dominique Botha, née en 1971, est une écrivaine et poétesse sud-africaine de langue anglaise et afrikaans.

## Biographie
Dominique Botha grandit à la ferme Rietpan de Vieljoenskroon près de Kroonstad dans l'État libre. Elle est membre du collectif Pirogue, une initiative de l'Institut Gorée menée par Breyten Breytenbach qui soutient les artistes en Afrique. Elle est mariée, mère de quatre enfants et vit à Johannesbourg. Son roman Valsriver, qu'elle écrit en anglais puis traduit en afrikaans, mêlant autobiographie et fiction reçoit plusieurs prix dont le Prix Eugène Marais. Elle recevra le Prix Ingrid-Jonker en 2023 pour son premier recueil de poésie, "Donkerberg/Bloodwood".

## Œuvres
- 2013 : Rivière fantôme[3],[4] (Valsrivier), traduit par Georges Lory, Actes Sud, Arles 2016
- 2022 : Donkerberg/Bloodwood[5]